# TENGU
『TENGU』（てんぐ）は、柴田哲孝による日本の推理小説。第9回大藪春彦賞受賞作（北重人の「蒼火」と同時受賞）。

## あらすじ
中央通信デスクの記者・道平は、26年前に群馬の寒村で起こった連続惨殺事件の再調査をすることになる。
当時群馬県警沼田署の鑑識官だった大貫は、多くの謎を残したまま未解決に終わったこの事件に並々ならぬ思いを抱いていた。末期癌に冒された彼は、個人的にしたためていた捜査資料を道平に譲り、事件の洗い直しを頼む。
その事件で犯人に襲われた道平は、とっさに毟り取った体毛を保存していた。それを当時はまだなかったDNA解析に回すと、人間に近いがチンパンジーでもオランウータンでもないとの結果が出る。当時、村では田畑を荒された複数の村人たちが「天狗を見た」と証言していた。犯人は未知の生物・天狗なのか。

### 26年前の事件

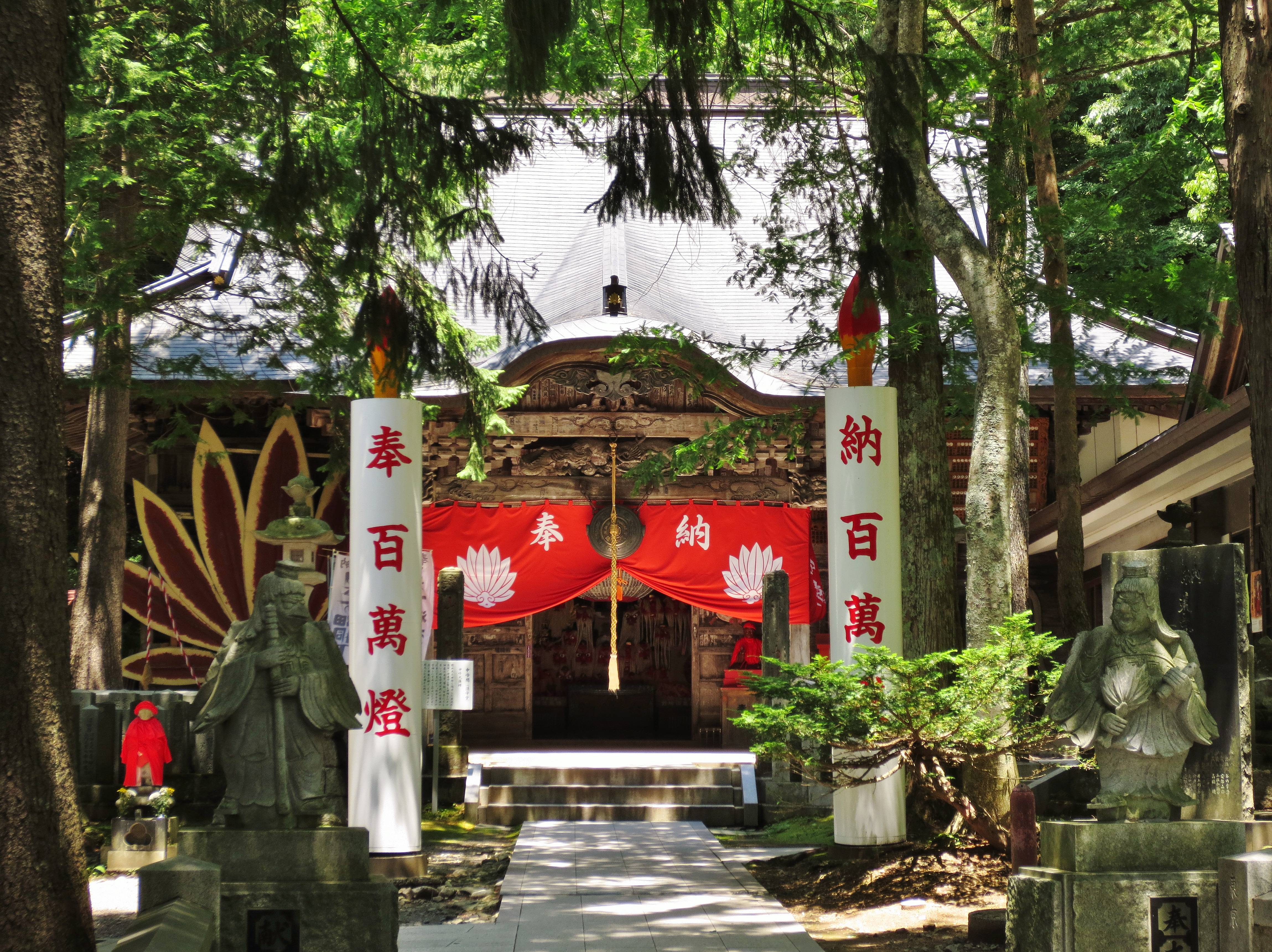
迦葉山龍華院

事件には、1970年代の世界情勢が大きく関わっていた。
1974年（昭和49年）秋、群馬県の寒村で起こった凄惨極まりない事件。
平家の落人村と噂された、群馬県沼田市の迦葉山の麓に位置する、戸数わずか5戸の鹿又村で一家3人が惨殺された。遺体は全身がダンプカーに轢かれたかのように損傷し、内1人の頭部は握り潰されたかのようになっていた。
その事件を皮切りに、第二、第三の事件も起こり連続殺人へ発展するが、日本国内に駐留する米陸軍の政治的介入により、被疑者不詳のまま迷宮入りした。
事件前、村周辺では収入源となるリンゴの食害被害や飼い犬が食い殺される事件が相次ぎ、ある老婆は「天狗」を目撃したと語っていた。

## 登場人物

### 主要人物
道平 慶一（みちひら けいいち）
中央通信の記者。49歳。取材相手に一度噛みついたら離さない性から、記者仲間からは「マムシ」の名で通る。
26年前は入社2年目の新米記者だったが、ベテランたちが皆出払っていたため、道平が現場取材を担当した。事件当時に村人の彩恵子と関係を持ち、その後音信不通になるが今でも忘れられない。
大貫 俊一（おおぬき しゅんいち）
定年間近の群馬県警沼田署の鑑識係。警察関係者や記者らからは「ムジナ」の愛称で呼ばれた。
癌で余命わずかの身となり、唯一の心残りである26年前の事件をもう一度調べたいと、道平に協力を仰ぎ、資料を道平に託す。
千鶴（ちづる）
小料理屋・華車の女将。一人娘の広子と2人暮らし。事件当時は母・久美子が店をやっていたが、4年前に他界。
藤井 智史（ふじい さとし）
中央通信の記者。35歳。もう何年も道平の下でデスクのサブを務めている。物事の本質を見抜く目を持っており、道平がデスクを任せてもいいと思っている。
米田（よねだ）
セイレーン遺伝子研究所の研究員。道平が26年間保存していたある「毛」のDNA解析をする。
ジム・ハーヴェイ
AP通信マンハッタン支局の記者。道平とは湾岸戦争以来の仲。大の日本酒好き。
有賀 雄二郎（ありが ゆうじろう）
世界的にも名を知られるルポライター。
『KAPPA』『RYU』『DANCER』などにも登場する。

### 鹿又村の人々
狛久 峰男（こまく みねお）
マタギ。42歳。妻と寝たきりの父と共に殺害される。
杵柄 サダ（きねつか さだ）
キノコ採りで山へ入った時、「天狗」を目撃する。その3日後に事件が起こる。
杵柄 彩恵子（きねつか さえこ）
透けるような白い肌の美しい女性。盲目。淡く青い目をしている。夫の慎一は神隠しに遭ったと思っている。
杵柄 邦男（きねつか くにお）
鹿又村の村長。サダの息子。
杵柄 慎一（きねつか しんいち）
2年前に猟銃の誤射事件で亡くなったとされる村人で彩恵子の夫。事件自体は、村人たちの口裏合わせで迷宮入りした。
狛久 清郎（こまく せいろう）
峰男の甥。
杵柄 誠二（きねつか せいじ）
邦男の弟。第二の事件の被害者。
杵柄 良介（きねつか りょうすけ）
誠二の息子。18歳。父親の死後すぐ、母親と村を出ていき消息不明に。

### その他
小林 正治（こばやし しょうじ）
26年前、沼田署の交通警邏隊に白バイ隊員として勤務していた。15年前に警察を辞め、家業を継いだ。
事件当時27歳。昭和49年9月26日未明に沼田市内で起こった米軍車車両の事故現場に最初に居合わせた。
ケント・リグビー
当時36歳。自称アメリカ陸軍曹長。検問を見るや国道を逆走し逃走を図り、事故を起こした。その2日前に横田基地から脱走した兵士だったらしい。
田代 健吉（たしろ けんきち）
沼田市上発知町佐山の駐在。閉鎖的な鹿又村の人々が苦手だった。
菅原 晴彦（すがわら はるひこ）
事件当時の中央通信のデスク。
松井 正明（まつい まさあき）
日刊群馬の記者。
渡辺 智之（わたなべ ともゆき）
群馬県警署長。捜査本部長。
厚田 拓也（あつた たくや）
群馬県警副署長。